# Xanthorhoe strigata
Xanthorhoe strigata là một loài bướm đêm trong họ Geometridae.